# Ferenc Papp (traducător)
Ferenc Papp, alias Bálint István, Sün Sanyi, (n. 15 decembrie 1924, Biharia – d. 5 aprilie 2006, Târgu Mureș) a fost un prozator și traducător maghiar din România.

## Biografie
A început liceul la Oradea, l-a continuat la Liceul Industrial din Brașov și l-a absolvit în 1942. A lucrat ca muncitor în timpul celui de-al doilea război mondial, apoi a fost soldat și prizonier de război. A intrat după război în mișcarea socialistă din Târgu Mureș, iar între anii 1949-1953 a lucrat ca reporter la Népújság. În 1953 s-a aflat printre fondatorii ziarului Igaz Szó, la care a lucrat peste 20 de ani. S-a pensionat pe motiv de boală în 1976, înainte de a avea vârsta legală.
Scrierile sale au fost traduse în limbile română, rusă, sârbă și germană. Trei volume de povestiri (Conștiința, 1953, Rugina, 1955; Torpila, 1958) și patru romane (Prima zăpadă, 1962; În fum și în lumină, 1963, Sub rădăcini, 1966; Omul coborât pe pământ, 1967) au fost traduse în limba română de Mihnea și Kati Fuiorescu, Nicolae Crișan și Constantin Olariu. În fum și în lumină a fost tradus în limba germană (1963), Prima zăpadă în limba sârbă (1964) și Sub rădăcini în limba rusă (1972).
A tradus opere literare (romane, povestiri, publicistică) ale mai multor scriitori români: Francisc Munteanu, Remus Luca, Lucia Demetrius, Ion Băieșu, Tudor Arghezi, Marin Preda, George Călinescu, Mihail Sebastian, Aurel Mihale, Laurențiu Fulga, Gala Galaction, I. A. Brătescu-Voinești, Paul Georgescu, Mircea Horia Simionescu, Aurel Dragoș Munteanu, Ionel Teodoreanu, Geo Bogza etc.
A fost distins cu Premiul Uniunii Scriitorilor din România în anii 1964, 1966 și 1979, cu Premiul Asociației Scriitorilor din Târgu Mureș în 1972 și 1984 și cu Ordinului de Merit al Republicii Ungare în grad de ofițer în 1995.

## Scrieri
- Tiszta út (povestiri, 1950)
- Az új mozdony (roman, 1951)
- Acélfogak (roman, 1953)
- Viharostető (roman, 1953, revizuit în 1961)
- Lelkiismeret (Conștiința) (povestiri, Târgu Mureș, 1955)
- Remény (roman, Târgu Mureș, 1956)
- Rozsda (Rugina) (povestiri, Târgu Mureș, 1957)
- Csalódás (nuvele, Târgu Mureș, 1958)
- Lehullt az első hó (Prima zăpadă) (povestiri, 1961)
- Füstben és fényben (În fum și în lumină) (povestiri, 1962)
- A kerítés fölött (povestiri, 1963)
- A gyökerek alatt (Sub rădăcini) (povestiri, 1964)
- Négy kisregény (1965)
- Földre szállt ember (Omul coborât pe pământ) (povestiri, 1966)
- Én is voltam gyermek (roman, 1968)
- Még öt perc (nuvele, 1969)
- A részeg vadőr (povestiri, 1972)
- Földre szállt ember (Omul coborât pe pământ) (trei povestiri, Budapesta, 1976)
- Kisregények (1984)
- Amikor a kutya megkerül (povestiri, Târgu Mureș, 1994)

## Traduceri
- Francisc Munteanu: Sziénai föld, roman, București, 1963;
- Remus Luca: Szerelmi történet, roman, București, 1963;
- Lucia Demetrius: A boldog ember halála, povestiri, București, 1965;
- Ion Băieșu: Az őrnagy és a halál (Maiorul și moartea), povestiri, București, 1967;
- Tudor Arghezi: A virágáruslány, roman, București, 1968;
- Tudor Arghezi: Boldogasszony temető (Cimitirul Buna Vestire), roman, București, 1969;
- Aurel Mihale: A kék üteg, povestiri, București, 1970;
- Marin Preda: A kellemetlen ember (Intrusul), roman, București, 1970;
- George Călinescu: Násznapok (Cartea nunții), roman, București, 1971 (Kvár, 19752);
- Mihail Sebastian: Akácok városa (Orașul cu salcâmi), roman, București, 1971;
- Paul Georgescu: Poenaru doktor (Doctorul Poenaru), roman, București, 1972;
- Laurențiu Fulga: Orpheusz halála (Moartea lui Orfeu), roman, București, 1975;
- I. A. Brătescu-Voinești: Ahol az igazságot mérik, povestiri, București, 1977;
- Paul Georgescu: A hallgatás küszöbén (Înainte de tăcere), roman, București, 1978;
- Gala Galaction: A régi tükör, București, 1979;
- Mircea Horia Simionescu: Századunk elején, déltájban (După 1900, pe la amiază), povestiri, București, 1979;
- Aurel Dragoș Munteanu: Nagy szerelmek (Marile iubiri), roman, București, 1980;
- Ionel Teodoreanu: trilogia Vidéki vakációk [1. Felhőtlen nyár, 2. A szerelem nyara, 3. Szelek sodrában], București, 1983-1985;
- Geo Bogza: Szeizmográf, București, 1987.